# Innico d’Avalos d’Aragona
Innico d’Avalos d’Aragona (ur. w 1535 albo 1536 w Neapolu, zm. 20 lutego 1600 w Rzymie) – hiszpański kardynał.

## Życiorys
Urodził się w 1535 albo 1536 roku, jako syn Alfonsa d’Avalos d’Aquino d’Aragoni i Marii d’Aragoni. W młodości wstąpił do zakonu Santiago i został kanclerzem królestwa Neapolu. 26 lutego 1561 roku został kreowany kardynałem diakonem i otrzymał diakonię Santa Lucia in Septisolio. W latach 1563–1564 był administratorem apostolskim Turynu, a 19 stycznia 1565 roku został podniesiony do rangi kardynała prezbitera i otrzymał kościół tytularny Sant’Adriano al Foro. 19 sierpnia 1566 roku został wybrany biskupem Mileto, a 13 października przyjął sakrę i zarządzał diecezją do roku 1573. Pełnił funkcję gubernatora Benewentu i kamerlinga Kolegium Kardynałów. 13 października 1586 roku został podniesiony do rangi kardynałą biskupa i otrzymał diecezję suburbikarną Sabina. Zmarł 20 lutego 1600 roku w Rzymie.